# Indy Grand Prix of Alabama
Der Indy Grand Prix of Alabama ist ein Automobilrennen der höchsten Kategorie im American Championship Car Racing. Es wird im Barber Motorsports Park in Birmingham, Alabama, Vereinigte Staaten ausgetragen. Es fand erstmals 2010 in der IndyCar Series statt.

## Geschichte
Auf der Rennstrecke Barber Motorsports Park fanden 2007 erstmals Testfahrten der IndyCar Series statt. Von 2009 bis 2011 fanden die Vorsaisontests der IndyCar Series hier statt. Zur Saison 2010 wurde das Rennen in den Rennkalender aufgenommen, da ein Ersatz für den Detroit Indy Grand Prix gesucht wurde.
Das Rennen war ein kommerzielles Risiko, da der Talladega Superspeedway, eine Strecke, wo der NASCAR Sprint Cup antritt, keine 50 km von der Strecke entfernt ist. Die ersten zwei Rennen waren allerdings ein Erfolg und die Tribünen waren voll. Beim ersten Rennen waren alle Campingplätze in der Umgebung ausgebucht. 2011 kamen 49.000 Zuschauer zum Rennen.

## Namen
Das Rennen hieß nur bei seiner ersten Veranstaltung Indy Grand Prix of Alabama Presented by Legacy Credit Union. Von 2011 bis 2022 war Honda als Titelsponsor des Rennens aufgetreten. Im Jahr 2023 war die offizielle Bezeichnung Children's of Alabama Indy Grand Prix.

## Ergebnisse
| Auflage | Jahr | Serie          | Sieger                                  | Zweiter                                 | Dritter                                 | Pole-Position                           | Schnellste Runde                        |
| ------- | ---- | -------------- | --------------------------------------- | --------------------------------------- | --------------------------------------- | --------------------------------------- | --------------------------------------- |
| 01      | 2010 | IndyCar Series | Hélio Castroneves (Dallara-Honda)       | Scott Dixon (Dallara-Honda)             | Dario Franchitti (Dallara-Honda)        | Will Power (Dallara-Honda)              | Justin Wilson (Dallara-Honda)           |
| 02      | 2011 | IndyCar Series | Will Power (Dallara-Honda)              | Scott Dixon (Dallara-Honda)             | Dario Franchitti (Dallara-Honda)        | Will Power (Dallara-Honda)              | Scott Dixon (Dallara-Honda)             |
| 03      | 2012 | IndyCar Series | Will Power (Dallara-Chevrolet)          | Scott Dixon (Dallara-Honda)             | Hélio Castroneves (Dallara-Chevrolet)   | Hélio Castroneves (Dallara-Chevrolet)   | Will Power (Dallara-Chevrolet)          |
| 04      | 2013 | IndyCar Series | Ryan Hunter-Reay (Dallara-Chevrolet)    | Scott Dixon (Dallara-Honda)             | Hélio Castroneves (Dallara-Chevrolet)   | Ryan Hunter-Reay (Dallara-Chevrolet)    | James Jakes (Dallara-Honda)             |
| 05      | 2014 | IndyCar Series | Ryan Hunter-Reay (Dallara-Honda)        | Marco Andretti (Dallara-Honda)          | Scott Dixon (Dallara-Chevrolet)         | Will Power (Dallara-Chevrolet)          | Scott Dixon (Dallara-Chevrolet)         |
| 06      | 2015 | IndyCar Series | Josef Newgarden (Dallara-Chevrolet)     | Graham Rahal (Dallara-Honda)            | Scott Dixon (Dallara-Chevrolet)         | Hélio Castroneves (Dallara-Chevrolet)   | Ryan Hunter-Reay (Dallara-Honda)        |
| 07      | 2016 | IndyCar Series | Simon Pagenaud (Dallara-Chevrolet)      | Graham Rahal (Dallara-Honda)            | Josef Newgarden (Dallara-Chevrolet)     | Simon Pagenaud (Dallara-Chevrolet)      | Scott Dixon (Dallara-Chevrolet)         |
| 08      | 2017 | IndyCar Series | Josef Newgarden (Dallara-Chevrolet)     | Scott Dixon (Dallara-Honda)             | Simon Pagenaud (Dallara-Chevrolet)      | Will Power (Dallara-Chevrolet)          | Will Power (Dallara-Chevrolet)          |
| 09      | 2018 | IndyCar Series | Josef Newgarden (Dallara-Chevrolet)     | Ryan Hunter-Reay (Dallara-Honda)        | James Hinchcliffe (Dallara-Honda)       | Josef Newgarden (Dallara-Chevrolet)     | Zachary Claman DeMelo (Dallara-Honda)   |
| 10      | 2019 | IndyCar Series | Takuma Satō (Dallara-Honda)             | Scott Dixon (Dallara-Honda)             | Sébastien Bourdais (Dallara-Honda)      | Takuma Satō (Dallara-Honda)             | Will Power (Dallara-Chevrolet)          |
| –       | 2020 | IndyCar Series | abgesagt aufgrund der COVID-19-Pandemie | abgesagt aufgrund der COVID-19-Pandemie | abgesagt aufgrund der COVID-19-Pandemie | abgesagt aufgrund der COVID-19-Pandemie | abgesagt aufgrund der COVID-19-Pandemie |
| 11      | 2021 | IndyCar Series | Alex Palou (Dallara-Honda)              | Will Power (Dallara-Chevrolet)          | Scott Dixon (Dallara-Honda)             | Patricio O’Ward (Dallara-Chevrolet)     | Patricio O’Ward (Dallara-Chevrolet)     |
| 12      | 2022 | IndyCar Series | Patricio O’Ward (Dallara-Chevrolet)     | Alex Palou (Dallara-Chevrolet)          | Rinus VeeKay (Dallara-Chevrolet)        | Rinus VeeKay (Dallara-Chevrolet)        | Alex Palou (Dallara-Chevrolet)          |
| 13      | 2023 | IndyCar Series | Scott McLaughlin (Dallara-Chevrolet)    | Romain Grosjean (Dallara-Honda)         | Will Power (Dallara-Chevrolet)          | Romain Grosjean (Dallara-Honda)         | Will Power (Dallara-Chevrolet)          |
| 14      | 2024 | IndyCar Series | Scott McLaughlin (Dallara-Chevrolet)    | Will Power (Dallara-Chevrolet)          | Linus Lundqvist (Dallara-Honda)         | Scott McLaughlin (Dallara-Chevrolet)    | Scott McLaughlin (Dallara-Chevrolet)    |